# Microtus abbreviatus
Microtus abbreviatus is een zoogdier uit de familie van de Cricetidae. De wetenschappelijke naam van de soort werd voor het eerst geldig gepubliceerd door Miller in 1899.

## Voorkomen
De soort komt voor in Canada en de Verenigde Staten.